# Albert Stevens
Albert William Stevens (ur. 13 marca 1886, zm. 26 marca 1949) – amerykański pilot. 
11 listopada 1935 pobił rekord wysokości lotu balonem wzbijając się na pokładzie Explorer II na 22 066 m. Lot zaczął się w Stratobowl koło Rapid City (stan Dakota Południowa).
W 1936 roku z balonu stratosferycznego wykonał pierwszą fotografię, na której widać krzywiznę Ziemi.